# Smolenskaïa (métro de Moscou, ligne Filiovskaïa)
Pour les articles homonymes, voir Smolenskaïa.
Smolenskaïa (en russe : Смоле́нская et en anglais : Smolenskaya) est une station de la ligne Filiovskaïa (ligne 4 bleu clair) du métro de Moscou. Elle est située sur le territoire de l'arrondissement Arbat dans le district administratif central de Moscou.

## Situation sur le réseau
Établie en souterrain à 8 mètres sous le niveau du sol, la station Smolenskaïa est située au point 19+60,35 de la ligne Filiovskaïa (ligne 4 bleu clair), entre les stations Kievskaïa (en direction de Mejdounarodnaïa ou de Kountsevskaïa), et Arbatskaïa (en direction de Aleksandrovski sad).

## Histoire
La station Smolenskaïa est mise en service le 15 mai 1935, lors de l'ouverture à l'exploitation de la première ligne.